# Limnophila (Limnophila) aureola
Limnophila (Limnophila) aureola is een tweevleugelige uit de familie steltmuggen (Limoniidae). De soort komt voor in het Australaziatisch gebied.